# Bobrowice (gemeente)
De gemeente Bobrowice is een landgemeente in het Poolse woiwodschap Lubusz, in powiat Krośnieński (Lubusz).
De zetel van de gemeente is in Bobrowice.
Op 30 juni 2005, telde de gemeente 3102 inwoners.

## Oppervlakte gegevens
In 2002 bedroeg de totale oppervlakte van gemeente Bobrowice 185,05 km², waarvan:
- agrarisch gebied: 23%
- bossen: 66%

De gemeente beslaat 13,31% van de totale oppervlakte van de powiat.

## Demografie
Stand op 30 juni 2005:
| Omschrijving                   | Totaal | Totaal | Vrouwen | Vrouwen | Mannen | Mannen |
| ------------------------------ | ------ | ------ | ------- | ------- | ------ | ------ |
| eenheid                        | aantal | %      | aantal  | %       | aantal | %      |
| inwoners                       | 3102   | 100    | 1579    | 50,9    | 1523   | 49,1   |
| bevolkingsdichtheid (inw./km²) | 16,8   | 16,8   | 8,5     | 8,5     | 8,3    | 8,3    |

In 2002 bedroeg het gemiddelde inkomen per inwoner 2000,91 zł.

## Plaatsen
Barłogi, Bobrowice, Bronków, Bronkówek, Brzezinka, Chojnowo, Chromów, Czeklin, Dachów, Dęby, Dychów, Janiszowice, Kołatka, Kukadło, Lubnica, Młyniec, Prądocinek, Przychów, Strużka, Tarnawa Krośnieńska, Wełmice, Żarków.

## Aangrenzende gemeenten
Dąbie, Gubin, Krosno Odrzańskie, Lubsko, Nowogród Bobrzański